# Nasum
Nasum war eine schwedische Grindcore-Band, die 1992 gegründet wurde. Die Gruppe gehörte zu den erfolgreichsten Metal-Bands in Schweden. Die Karriere von Nasum fand ihr unerwartetes Ende nach dem Tod von Sänger und Gitarrist Mieszko Talarczyk, der Ende 2004 zu den Opfern des Tsunamis im Indischen Ozean gehörte.

## Bandgeschichte
Gegründet wurde Nasum 1992 in Örebro als Nebenprojekt der Necrony-Mitglieder Anders Jakobson (Gitarre, Bass) und Rickard Alriksson (Schlagzeug, Gesang). Die erste Aufnahme war 1993 eine Split-Single mit der belgischen Grindcore-Band Agathocles. Ein Jahr nach Gründung kam Mieszko Talarczyk als Sänger und Gitarrist zur Band. Nach dem Weggang von Alriksson wechselte Jakobson an das Schlagzeug, und Nasum fungierte für mehrere Jahre als Duo. Es folgten mehrere Demoaufnahmen und 1995 die EP Industrislaven, an der Dan Swanö mitwirkte. 1997 wurde Nasum von Relapse Records unter Vertrag genommen und veröffentlichte das Debütalbum Inhale/Exhale. Nachdem mit Jesper Liveröd von Burst ein Bassist gefunden wurde, ging die Band auf Tournee in den USA.
Nachdem Talarczyk die Studiotechnik von Dan Swanös Unisound Studio übernommen hatte, richtete er sein eigenes Tonstudio mit dem Namen Soundlab ein, wo die folgenden Nasum-Aufnahmen produziert wurden. Im Jahr 2000 erschien das Album Human 2.0 (Human 2.01 in Japan). Am nächsten Album Helvete waren Gastmusiker wie Shane Embury von Napalm Death und Jörgen Sandström (ex-Grave) beteiligt. 2004 erschien das vierte Album Shift. Sänger Mieszko Talarczyk wurde nach dem Seebeben in Südostasien vom 26. Dezember 2004 als vermisst gemeldet. Am 17. Februar 2005 wurde Mieszko Talarczyk für tot erklärt und die verbliebenen Mitglieder gaben das Ende von Nasum bekannt. Im Januar 2006 erschien eine Doppel-CD mit dem Titel Grind Finale, die neben der nahezu vollständigen Diskografie weitere bisher unveröffentlichte Titel enthielt. Ebenfalls nach der Auflösung erschien 2008 das Live-Album Doombringer.
Anlässlich des 20-jährigen Bestehens von Nasum ging die Band im Mai 2012 auf Tournee in Nordamerika und trat zudem im Sommer des Jahres auf europäischen Festivals wie dem Graspop Metal Meeting, dem With Full Force, dem Wacken Open Air und dem Obscene Extreme auf. Insgesamt fand diese Abschiedstournee auf vier verschiedenen Kontinenten statt, in manchen besuchten Städten trat die Band dabei erstmals auf. Keijo Niinimaa von Rotten Sound sprang als Sänger ein.

## Stil und Texte
Anders als in seiner ehemaligen Band Necrony waren die Textinhalte von Jakobson politischer Natur. Musikalisch lehnte sich Nasum zunächst an den Grindcore früher Napalm Death an und verband die Musik mit geradlinigen politischen Aussagen. Verglichen wurde der musikalische Stil der Band zudem mit Carcass, obwohl sie zuweilen in die für den Grindcore typische Monotonie verfielen.

## Diskografie
| Jahr | Release                                           | Art der Erscheinung                             | Label                                  |
| ---- | ------------------------------------------------- | ----------------------------------------------- | -------------------------------------- |
| 1993 | Blind World                                       | Split mit Agathocles                            | Poserslaugher Records                  |
| 1993 | Really Fast Vol. 9                                | Compilation                                     | Really Fast Records                    |
| 1994 | Grindwork                                         | Split mit Retaliation, Vivisection und C.S.S.O. | Grindwork Productions                  |
| 1994 | Smile When You’re Dead                            | Split mit Psycho                                | Ax/ction Records                       |
| 1994 | Domedagen                                         | Demoaufnahme                                    | Selbst veröffentlicht                  |
| 1995 | Industrislaven                                    | MCD / LP                                        | Poserslaugher Records                  |
| 1996 | World In Turmoil                                  | EP                                              | Blurred Records                        |
| 1996 | The Black Illusions                               | Split mit Abstain                               | Yellow Dog Records                     |
| 1997 | Regressive Hostility                              | Compilation                                     | Hostile Regression                     |
| 1997 | In Defense of Our Future – A Tribute to Discharge | Compilation                                     | Distortion Records                     |
| 1998 | Inhale/Exhale                                     | CD / LP                                         | Relapse Records / Distortion Records   |
| 1998 | Untitled                                          | EP                                              | Distortion Records                     |
| 1998 | Contaminated                                      | Compilation                                     | Relapse Records                        |
| 1998 | The Nasum Campaign                                | Split mit Warhate                               | Relapse Records                        |
| 2000 | Relapse Winter 2000 Sample                        | Promo                                           | Relapse Records                        |
| 2000 | Human 2.0                                         | CD / LP                                         | Relapse Records / Distortion Records   |
| 2000 | Human 2.01 (Human 2.0 & The Nasum Campaign EP)    | Compilation                                     | Ritual Records                         |
| 2000 | The Bloodbath is Coming                           | 2 EP                                            | Putrid Filth                           |
| 2000 | Untitled                                          | Split mit Asterisk                              | Black Mask Collective                  |
| 2000 | Requiems of Revulsion – A Tribute to Carcass      | Compilation                                     | Death Vomit Records                    |
| 2001 | Untitled                                          | Split mit Skitsystem                            | No Tolerance Records                   |
| 2001 | Polar Grinder                                     | Compilation                                     | Putrid Filth / Manufactured cR         |
| 2001 | Collapsed                                         | Compilation                                     | Ritual Records                         |
| 2003 | Helvete                                           | CD / LP                                         | Relapse Records                        |
| 2004 | Shift                                             | CD / LP                                         | Burning Heart / Relapse / No Tolerance |
| 2006 | Grind Finale                                      | 2 CD / 4 LP Compilation                         | Relapse Records                        |
| 2008 | Doombringer                                       | Live-Album CD / LP                              | Relapse Records                        |
| 2009 | SOS Japan - Grind Kaijyu Attack!                  | split 12" w/ Napalm Death                       | Feto                                   |